# Obrobljena kučmica
Obrobljena kučmica (znanstveno ime Galerina marginata) je izredno strupena gliva iz rodu kučmic (Galerina). Vsebuje enake smrtonosne amatoksine kot zelena mušnica (Amanita phalloides). Zaužitje lahko povzroči hude poškodbe jeter z bruhanjem, drisko in podhladitvijo, ki se lahko konča s smrtjo. Vrsta spada med popularno imenovane »majhne rjave gobice«, mnoge med seboj zelo podobne vrste, ki jih je težko ločevati in med katerimi je mnogo strupenih vrst.

## Značilnosti
Klobuk ima v premeru od 1 do 4 centimetre in je rumeno rjave barve, v suhem vremenu postane svetlejši. Mlad je vzbočen, kasneje se izravna in splošči. Na temenu ima grbico. Rob je nažlebkan in ukrivljen proti lističem.
Lističi so ozki in gosti, pripeti na bet in včasih rahlo potekajo po betu navzdol. V mladosti so bledo rjave barve, v zrelosti postanejo temnejše rumenkasto rjave barve. Ima vmesne lističe, ki ne potekajo po celotni dolžini od beta do klobuka.
Bet je valjast, velik od 2 do 8 cm. Sprva trden, z dozorevanjem se od spodaj navzgor izvotli. Membranast obroček se nahaja na zgornji polovici beta in s starostjo pogosto izgine. Nad obročkom je bet bolj bled od klobuka in posut s finim belkastim prahom – pod obročkom je rjave do rdečkasto rjave barve. Spodnji del beta ima tanko prevleko iz bledih vlaken, ki sčasoma izginejo in ne puščajo nobenih lusk.
Je mokastega vonja in okusa.

## Razširjenost in življenjski prostor
Obrobljena kučmica je široko razširjena po celotni severni polobli, našli pa so jo tudi v Avstraliji. Je gniloživka, ki raste pretežno na razpadajočem lesu iglavcev. Večinoma v manjših skupinah, redkeje pa tudi posamično.

## Mikroskopske značilnosti
Trosni prah je rjasto rjav. Trosi merijo 8–10 krat 5–6 μm, so jajčaste oblike in niso popolnoma simetrični po dolžini. Njhova površina je bradavičasta in polna gub, z gladko vdolbino, kjer je bil tros nekoč pritrjen na bazidij.
Bazidiji imajo po štiri trose, so valjaste oblike z rahlo zoženo osnovo in merijo 21–29 krat 5–8,4 μm.
Cistide so v spodnjem delu nabreknjene in v zgornjem delu zožane ter valovite.
Na spojih celic hif so prisotne zaponke.

## Podobne vrste
- mala štorovka (Kuehneromyces mutabilis) raste bolj šopasto na panjih listavcev, obroček je bolj obstojen in ima luskice na betu pod obročkom.[4]
- svetloroba trobljica (Tubaria furfuracea) nima obročka, samo koprenaste ostanke zastirala. Brez vonja.
- zimska panjevka (Flammulina velutipes) ima svetle lističe in bel trosni prah.

## Strupenost
Je smrtno strupena in povzroča faloidni sindrom podobno kot zelena mušnica (Amanita phalloides). Začetni simptomi vključujejo hude bolečine v trebuhu, bruhanje in drisko in lahko trajajo od šest do devet ur. Toksini resno prizadenejo jetra, kar povzroči krvavitev iz prebavil, komo, odpoved ledvic ali celo smrt, ki običajno nastopi v sedmih dneh po zaužitju.
Obrobljena kučmica vsebuje amatoksina α-amanitin in γ-amanitin. Prisotnost toksinov so potrdili tudi v umetno gojenem miceliju. Raziskava iz leta 2004 je pokazala, da je vsebnost amatoksinov v obrobljenih kučmicah nihala od 78,17 do 243,61 μg/g sveže teže in je bila celo večja od tiste pri zeleni mušnici, ki sicer velja za evropsko glivo kot najbogatejšo s tem toksinom.
Kljub temu pa so zastrupitve s to gobo redke, predvsem zaradi neopaznega videza. Nekatere zastrupitve so bile posledica napačne določitve psihoaktivnih gologlavk (Psilocybe).

## Galerija slik
- Lističi in obroček
- Pri starejših gobah obroček izgine
- Trosi
- Cistide